# Franklin D. Roosevelt National Historic Site
Le Franklin D. Roosevelt National Historic Site (en français : site national historique Franklin D. Roosevelt) est un terrain protégé sur lequel se trouve la maison natale du président américain Franklin Delano Roosevelt. Initialement dénommé le domaine de Springwood à Hyde Park, État de New York (États-Unis), il fut classé en 1945 après la mort de celui-ci.